# Inga & Anush
Inga i Anush (Inga armeni:Ինգա) (Anush armeni:Անուշ) són dues cantants armènies. L'Inga va néixer el 18 de març de 1982 a Yerevan i Anush va néixer el 24 de desembre de 1980 també a Yerevan. Les germanes Arshakyan van representar Armènia al Festival de la Cançó d'Eurovisió 2009 amb "Jan Jan" (El Meu Estimat). Van superar la semifinal, obtenint així, a la Final, 92 punts que les classificaven a la 10a posició.

## Àlbums d'estudi
- 2003: We and our Mountains
- 2006: Tamzara
- 2009: Heartbeat of my Land